# Psilopleura polia
Psilopleura polia är en fjärilsart som beskrevs av Druce 1898. Psilopleura polia ingår i släktet Psilopleura och familjen björnspinnare. Inga underarter finns listade.